# Wulfila bryantae
Wulfila bryantae là một loài nhện trong họ Anyphaenidae.
Loài này thuộc chi Wulfila. Wulfila bryantae được Norman I. Platnick miêu tả năm 1974.